# Культурний центр
Культурний центр — широко використовуване для позначення організацій, а також будівель або їх комплексів, призначених для зосередження, примноження і просування в життя, що оточує їх, суспільства — тих чи інших цінностей, традицій і практик, що лежать у сфері культури і мистецтва. Культурні центри можуть існувати та в рамках громадських суспільних художніх об'єднань, та в порядку приватних ініціатив; так само як при державне (урядовому) патронажі, або ж силами активістів.

## Два різновиди сучасних культурних центрів і суміжна термінологія
При цьому сучасне вживання терміна «культурний центр» може на практиці означати належність такого об'єкта до однієї з двох смислових категорій (або до обох одночасно):
- великий багатофункціональний комплекс, культурно-видовищна та інша публічна діяльність на базі якого охоплює відразу кілька видів мистецтва або сфер культури (цим він відрізняється від більш вузько спеціалізованих об'єктів та установ, що обслуговують лише одну з традиційних культурних функцій, будь то музейно-виставкова, бібліотечна, концерта-театральна, освітня, самодіяльна, клубова тощо);
- Установа культури, що має національну, конфесійну, або іншу соціальну групову орієнтацію або приналежність (іноді при посольствах чи інших представництвах країн, релігійних організацій, громадських об'єднань), до того ж у більшості випадків — ставить перед собою завдання не тільки обслуговування внутрішніх інтересів цієї групи або діаспори (на відміну від клуба)

Межі цього терміна, таким чином, досить умовні: зокрема, він близький з одного боку до традиційного для соціалістичних та деяких інших країн інституту «будинків (палаців) культури і народних клубів»; з іншого — до таких різновидів громадських центрів як артцентри та національні громадські об'єднання; а почасти — і до виставкових, бібліотечним або концертовим організаціям «широкого профілю». Як правило, для культурного центру будь-якого типу характерне верховенство діяльності некомерційної, просвітницької і до деякої міри пропагандистської (у сфері культури), а також її багатосторонній і комплексний характер.
Від терміна «культурний центр» у вказаному значенні «установи, організації або архітектурної споруди» — слід відрізняти словосполучення «культурний центр» в його довільному лексичному сенсі, складається з спектрів значень двох цих слів окремо (як правило: «територія, яка зосередила або керуюча…» — стосовно явищ або об'єктів «культури»). Наприклад: «Київ — великий культурний і промисловий центр»" та інше.
Як «гранічний випадок» можна розглядати також «містобудівне» вживання того ж словосполучення. У традиціях ряду країн (особливо характерних, наприклад, для Австраліяї, а в окремих випадках — для США та ін) — «культурним центром» може іменуватися особлива зона або район міської забудови, де за задумом містобудівників (або ж історично зосереджені будівлі і споруди саме культурного призначення (театри, музеї, кіноконцертні зали, бібліотеки, іноді стадіони або навіть парки тощо). Поєднання «культурний центр» може в подібних випадках відігравати роль або бути складовою частиною сталого назви для такого району. Вирішуючи в кожному окремому випадку, чи можна його віднести до використання терміна «культурний центр» у першому значенні — варто, мабуть, орієнтуватися на те, складають всі установи в цієї містобудівної зони також і певну адміністративну та організаційну цілісність, координують свою діяльність у межах своєї приналежності до єдиного комплексного явища в місцевій культурі.

## Приклади культурних центрів різного типу, по континентах і країнах

### В Україні

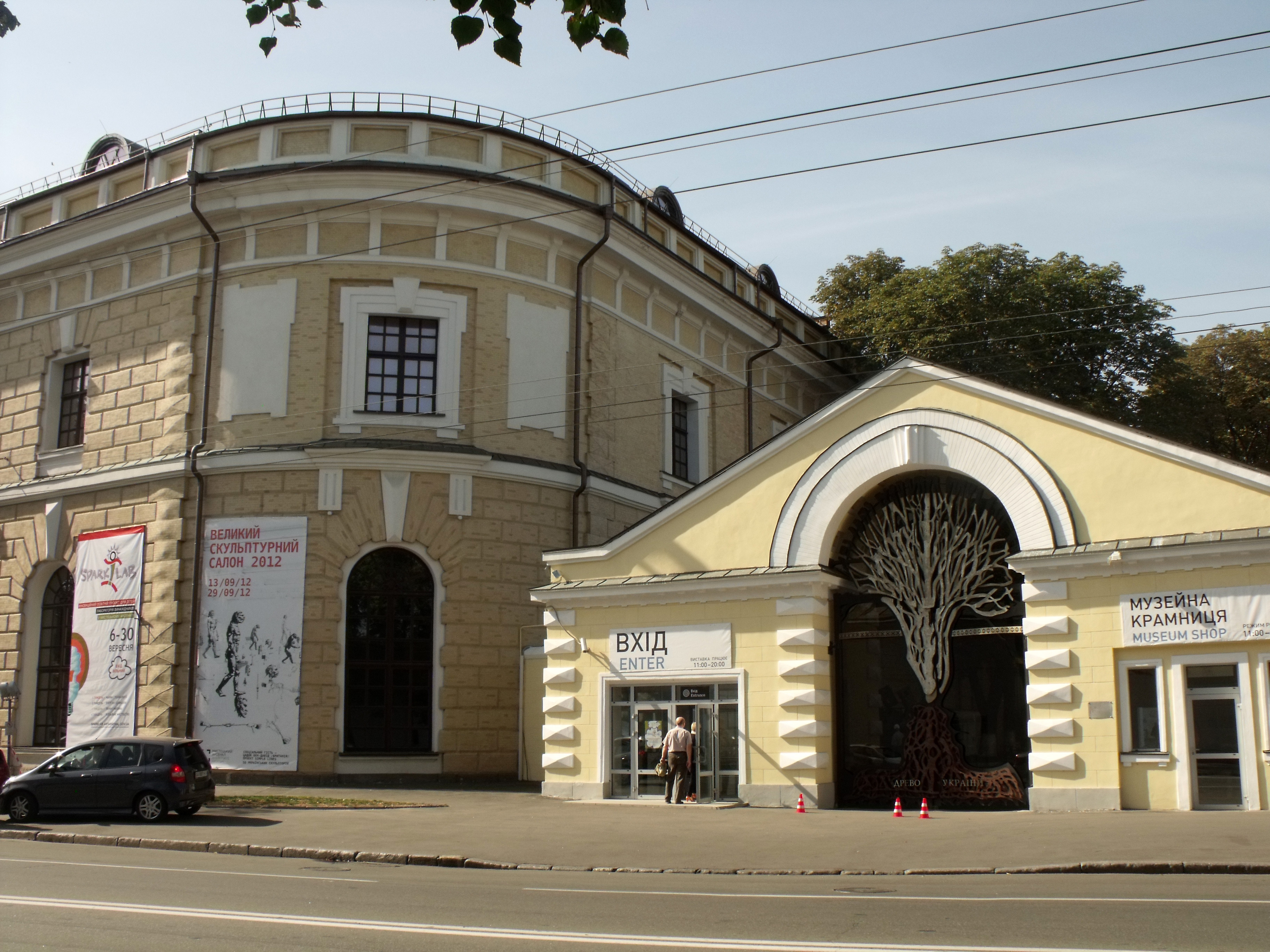
Мистецький Арсенал

- Національний культурно-мистецький та музейний комплекс «Мистецький арсенал», Київ
- Історичний центр Львова, Львів
- (Сімферополь)
- Культурний центр «Кияночка», Київ

### В Європі
- Національний культурний центр України в Москві, Москва, Росія[3]
- Російський культурний центр, Львів, Україна
- «Скляний Палац» (Glaspaleis[nl]), Херлен, Нідерланди
- Регіональний Культурний центр (Letterkenny Regional Cultural Centre[en]), Леттеркенни, Ірландія
- Белградський Будинок молоді (sr:Будинок омладине Београда), Белград, Сербія
- Францисканський культурний центр «Розетум» (Centro culturale artistico francescano "Il Rosetum"), Мілан, Італія
- Палац витончених мистецтв (Palais des beaux-arts de Bruxelles[fr]), Брюссель, Бельгія
- Будинок культури (Maison de la culture de Firminy-Vert[fr]), Фирмини, Франція
- Національний центр мистецтва і культури імені Жоржа Помпіду, Париж, Франція
- Беленський культурний центр (pt:Centro Cultural de Belém), Лісабон, Португалія
- Sajos — саамський культурний центр, Інарі, Фінляндія
- Німецький культурний центр ім. Гете (нім. Goethe-Institut) в Європі і на інших континентах
- Культурний центр Оскара Німейера, Авілес, Іспанія
- Майгауген - етнографічний музей під відкритим небом, Ліллегаммер, Норвегія

### В Африці
- Бібліотека і культурний центр Александріна, Олександрія, Єгипет

### В Північній і Південній Америці

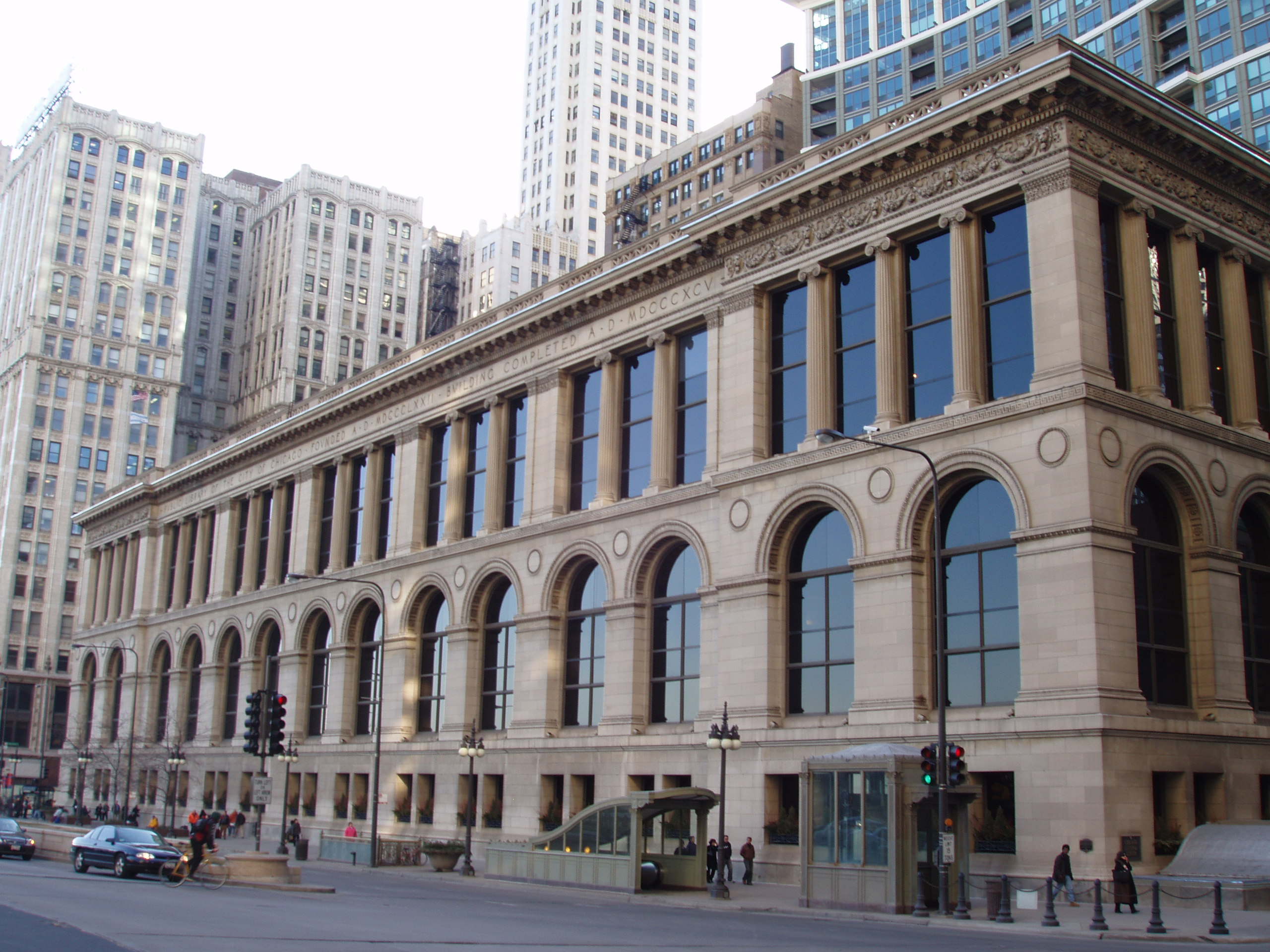
Культурний центр Чикаго у США

Перекладач
- Культурний центр (pt:Centro Cultural São Paulo), Сан-Паулу, Бразилія
- Ізраїльський культурний центр (pt:Centro da Cultura Judaica), Сан-Паулу, Бразилія
- Іспанський культурний центр (Centro Cultural de España en México[es]), Мехіко, Мексика
- Ісламський культурний центр при мечеті Дар-ес-Салам (Centro Cultural Islámico de México), Мехіко, Мексика
- Культурний центр «Полифорум» їм. Сікейроса (Polyforum Cultural Siqueiros[es]), Мехіко, Мексика
- Культурний центр палацу Ла-Монеда (Centro Cultural Palacio de La Moneda[es]), Сантьяго, Чилі
- 12 Будинків культури (Maisons de la culture de Montréal[fr]), Монреаль, Канада
- Культурний центр Чикаго, США
- Індіанський і латиноамериканський культурний центр (Centro Cultural de la Raza[en]), Сан-Дієго, США
- Мексиканський культурний центр (El Centro Cultural de Mexico[en]), Санта-Ана, США
- Культурний центр американців мексиканського походження «Допоможемо самим собі в Малюванні і Мистецтві» (Self Help Graphics & Art[en]), Лос-Анджелес, США
- Культурний центр американців мексиканського і ацтекського походження «Tia Chucha's» (Tia Chucha's Centro Cultural[en], Лос-Анджелес, США
- Ірландський музей і культурний центр (Irish Museum and Cultural Center[en]), Канзас-Сіті, Міссурі, США
- Культурний центр «Ешвіллський культурний проект» (англ. Asheville Culture Project), Ешвілл, Північна Кароліна, США
- Полінезійський культурний центр (Polynesian Cultural Center[en]), Hi, США
- Музей і центр карибско-латиноамериканських культур «El Museo del Barrio» (El Museo del Barrio[en]), Нью-Йорк, США
- Культурний центр ім. Баудилио Вега Берриоса (Centro Cultural Baudilio Vega Berríos[en]), Пуерто-Рико

### В Азії
- Пусанский культурний центр, Пусан, Республіка Корея
- Культурний Центр Азербайджанців, Марнеулі, Грузія
- Культурний центр Гейдара Алієва, Баку, Азербайджан
- Культурний центр «Дім російської книги»[4], Бішкек, Киргизія
- Філіппінський культурний центр (Cultural Center of the Philippines[en])
- Гонконгський культурний центр (Hong Kong Cultural Centre[en])

### В Океанії
- Культурний центр Вануату, Порт-Віла, Вануату

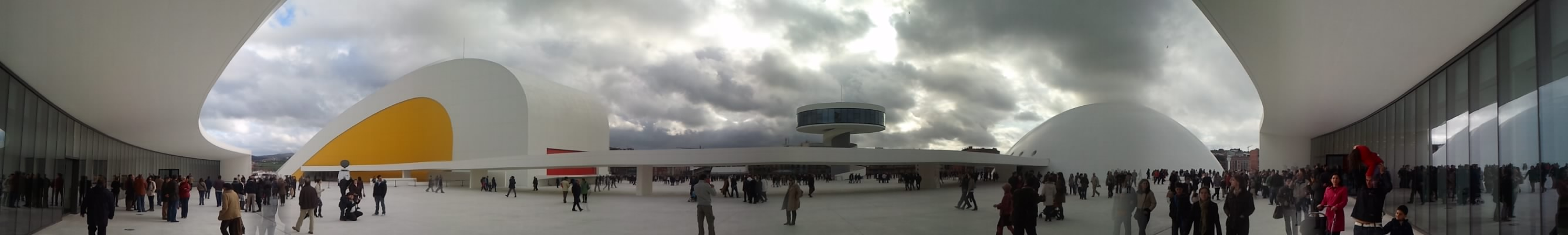
Культурний центр Оскара Німейера, Авілес, Іспанія

## См. також
- Громадський центр
- Будинок культури
- Артцентр
- Музей